# Campeonato de Portugal 1934
Il Campeonato de Portugal 1934 fu la tredicesima edizione del Campeonato de Portugal, torneo antenato della Coppa di Portogallo. Lo Sporting Lisbona si aggiudicò il suo secondo trofeo nella manifestazione, battendo in finale 4-3 il Barreirense grazie alle quattro reti di Manuel Soeiro.

## Partecipanti
- Algarve:  Lusitano VRSA
- Aveiro:  Espinho,  Beira-Mar
- Coimbra:  União de Coimbra,  Académica
- Évora:  Lusitano
- Fafe:  Sporting Fafe
- Leiria:  Marinhense
- Lisbona:  Benfica,  União de Lisbona,  Sporting Lisbona,  Carcavelinhos FC,  Belenenses,  Chelas FC
- Madera:  Nacional
- Porto:  Boavista,  Leixões
- Portalegre:  Estrela Portalegre
- Santarém:  Leões Santarém
- Setúbal:  Vitória Setúbal,  Luso,  Barreirense,  Comércio e Indústria,  Seixal
- Viana do Castelo:  Vianense
- Vila Real:  Vila Real
- Viseu:  Lusitano FC

## Primo Turno
|                      | Risultato |                    |
| -------------------- | --------- | ------------------ |
| Vitória Setúbal      | 10 - 0    | Leões Santarém     |
| União de Lisbona     | 3 - 1     | União de Coimbra   |
| Comércio e Indústria | 4 - 2     | Chelas FC          |
| Sporting Lisbona     | 3 - 1     | Marinhense         |
| Benfica              | 3 - 0     | Lusitano           |
| Vila Real            | 2 - 1     | Boavista           |
| Espinho              | 4 - 0     | Lusitano FC        |
| Luso                 | 8 - 1     | Estrela Portalegre |
| Barreirense          | 3 - 2     | Leixões            |
| Belenenses           | 3 - 0     | Lusitano VRSA      |
| Carcavelinhos FC     | 2 - 1     | Seixal             |
| Académica            | 3 - 1     | Sporting Fafe      |

## Secondo Turno
|                      | Risultato |                  | Andata | Ritorno |  |
| -------------------- | --------- | ---------------- | ------ | ------- |  |
| Vitória Setúbal      | 9 - 0     | Vianense         | 5 - 0  | 4 - 0   |  |
| Comércio e Indústria | 7 - 6     | Beira-Mar        | 5 - 2  | 2 - 4   |  |
| Espinho              | 2 - 18    | Sporting Lisbona | 2 - 7  | 0 - 11  |  |
| Barreirense          | 5 - 1     | Luso             | 3 - 1  | 2 - 1   |  |
| Belenenses           | 14 - 1    | Vila Real        | 10 - 1 | 4 - 0   |  |
| Carcavelinhos FC     | 2 - 1     | União de Lisbona | 2 - 1  | 0 - 0   |  |
| Académica            | 0 - 2     | Benfica          | 0 - 2  | [ 1 ]   |  |

## Quarti di finale
|                      | Risultato |                  | Andata | Ritorno | Spareggio |  |
| -------------------- | --------- | ---------------- | ------ | ------- | --------- |  |
| Comércio e Indústria | 1 - 8     | Vitória Setúbal  | 0 - 3  | 1 - 5   |           |  |
| Belenenses           | 2 - 4     | Sporting Lisbona | 1 - 1  | 1 - 3   |           |  |
| Nacional             | 4 - 4     | Barreirense      | 3 - 2  | 1 - 2   | 2 - 4     |  |
| Carcavelinhos FC     | 4 - 9     | Benfica          | 3 - 4  | 1 - 5   |           |  |

## Semifinali
|                  | Risultato |                 | Andata | Ritorno |       |
| ---------------- | --------- | --------------- | ------ | ------- | ----- |
| Sporting Lisbona | 3 - 0     | Benfica         | 3 - 2  | 0 - 0   | 3 - 1 |
| Barreirense      | 3 - 1     | Vitória Setúbal | 2 - 1  | 1 - 0   |       |

## Finale
| Arbitro: | David Costa |

|                           |           |                                   |
| Soeiro 38’, 40’, 68’, 90’ | Marcatori | ?’ ? 73’ Pireza 75’ (aut.) Jurado |